# Elecciones legislativas de Argentina de 1940
Las elecciones legislativas de Argentina de 1940 tuvieron lugar el domingo 3 de marzo del mencionado año con el objetivo de renovar 79 de las 158 bancas de la Cámara de Diputados, cámara baja del Congreso de la Nación Argentina, que ejercerían funciones por el período 1940-1944 y 3 bancas por el período 1940-1942. Capital Federal tuvo elecciones desfasadas el 31 de marzo.
Fueron las segundas elecciones que tuvieron lugar bajo la presidencia de Roberto Marcelino Ortiz, del radicalismo antipersonalista dentro de la alianza conservadora conocida como Concordancia. Si bien la presidencia de Ortiz se dio en medio del régimen denominado Década Infame, ciclo histórico durante el cual el gobierno conservador se mantenía en el poder por medio del fraude electoral, los comicios de 1940 se celebraron en el marco de un proyecto aperturista encabezado por Ortiz que tenía como objetivo restaurar la democracia en Argentina al limpiar en forma progresiva el proceso eleccionario e intervenir las provincias donde se registraran hechos violentos o de fraude.
En ese contexto, la Unión Cívica Radical (UCR), principal partido de la oposición bajo el liderazgo del expresidente Marcelo Torcuato de Alvear, presentó listas en casi la totalidad de los distritos electorales disputados (con la sola excepción de la provincia de Corrientes, donde optó por abstenerse) y obtuvo un rotundo triunfo, recogiendo las listas radicales un 47% de los votos, obteniendo 52 de las 82 bancas en disputa y, en última instancia, arrebatando al oficialismo la mayoría absoluta en la cámara baja con 80 de las 158 bancas totales, por primera vez desde el golpe de 1930. La oficialista Concordancia sufrió un duro descalabro al recibir el 39% de los votos y perder por variados márgenes en casi todo el país, incluyendo en distritos duramente conservadores, sufriendo una pérdida de casi un cuarto de millón de votos y obteniendo solo 25 escaños entre la totalidad de sus partidos componentes. El Partido Socialista (PS), por su parte, recuperó bastante caudal electoral con respecto a las anteriores elecciones y si bien volvió a ver restringida su presencia política a la ciudad de Buenos Aires, retuvo la representación por la minoría de 5 escaños en dicha circunscripción, impidiendo de este modo verse fuera del legislativo y consiguiendo un 8% de los votos en todo el país. La elección fue profundamente polarizada entre el radicalismo y la coalición conservadora-antipersonalista y, fuera del buen desempeño socialista en la Capital Federal, no hubo otra formación política que obtuviera bancas.
En términos provinciales, la UCR se impuso en la crucial provincia de Buenos Aires (depositaria de más de un tercio del electorado registrado), en la Capital Federal y en las provincias de Córdoba, Entre Ríos, Santa Fe y Tucumán. La elección fue extremadamente reñida en la provincia de Mendoza, donde el conservadurismo obtuvo unos pocos votos más que el radicalismo pero, debido al empate técnico en el voto por candidatos y al sistema electoral de lista incompleta que permitía tachar nombres, los radicales se quedaron con dos de las tres bancas en disputa pese a quedar en segundo puesto en términos de voto popular. De este modo, la Concordancia solo pudo imponerse en el bastión conservador de San Luis, en Corrientes (donde el radicalismo no se presentó y el antipersonalismo y el Pacto Autonomista - Liberal obtuvieron las 4 bancas en disputa) y en Santiago del Estero. En la contienda por la renovación de una de las dos bancas en el Senado de la Nación representando a la Capital Federal (único distrito que elegía a sus senadores por un método semidirecto), el candidato radical José P. Tamborini obtuvo la victoria. Los comicios nacionales coincidieron a su vez con las elecciones para gobernador de Jujuy y de Salta (que en esta instancia no renovaron diputados nacionales), imponiéndose el radicalismo en la primera y el conservadurismo en la segunda.
Los legisladores electos asumieron el 25 de abril. Carlos Martín Noel, el candidato más votado de la Unión Cívica Radical en la Capital Federal, fue investido presidente de la Cámara de Diputados de la Nación Argentina. Debido al fallecimiento prematuro de Ortiz en 1942 y su reemplazo por el vicepresidente Ramón S. Castillo, duramente conservador, la democratización del país por medios institucionales se vio interrumpida, volviendo a las prácticas fraudulentas en las elecciones de 1942 y precipitando el golpe de Estado del 4 de junio de 1943, que derrocaría al régimen conservador. Dado este quiebre institucional, que implicó la disolución del Congreso, los diputados electos no pudieron completar su mandato.
Con la irrupción del peronismo en 1946 y la posterior división del partido en 1957, las elecciones de 1940 constituyeron la última vez que la Unión Cívica Radical como tal triunfó en unas elecciones nacionales, suceso que no se repetiría hasta la restauración definitiva de la democracia en Argentina con las elecciones de 1983.

## Contexto
El período histórico conocido como Década Infame, iniciado con el golpe de Estado que había derrocado al gobierno democrático de Hipólito Yrigoyen (1928-1930), de la Unión Cívica Radical, y que había mantenido en el poder a la coalición conservadora conocida como Concordancia por medio de un abierto fraude electoral (conocido como «fraude patriótico»), inició un período de crisis interna con el final de la presidencia de Agustín P. Justo, entre sectores que promovían la progresiva restauración de la democracia y quienes querían preservar al régimen imperante. Esta antinomia se manifestó principalmente en los dos partidos mayoritarios de la alianza oficialista, el Partido Demócrata Nacional, representante del conservadurismo; y la Unión Cívica Radical Antipersonalista, representante del sector del radicalismo argentino contrario a Yrigoyen. Las elecciones presidenciales de 1937, realizadas en condiciones similares a los demás comicios de la época, dieron como resultado la elección como presidente de Roberto Marcelino Ortiz, radical antipersonalista favorable a una apertura democrática, con Ramón S. Castillo, demócrata nacional que defendía el sistema del «fraude patriótico», como compañero de fórmula y vicepresidente.
Ortiz asumió el 20 de febrero de 1938, tomando rápidamente acciones para purificar el proceso electoral. Las elecciones legislativas que tuvieron lugar un mes más tarde estuvieron signadas por los mismos vicios, lo que motivó la intervención federal de varias provincias en donde las denuncias de fraude fueron más severas. La oposición experimentó durante este período también una serie de divisiones. El fracaso de la estrategia de negociación del expresidente Marcelo Torcuato de Alvear, líder del radicalismo, motivó también una crisis interna en el principal partido opositor. Simultáneamente, el Partido Socialista se veía afectado por la escisión del Partido Socialista Obrero, favorable a la formación de una coalición electoral con el radicalismo para propiciar la derrota del gobierno conservador. La renovación legislativa de 1940 estaría signada por las denuncias de fraude en la provincia de Buenos Aires, distrito más poblado del país, que había elegido gobernador en febrero. La provincia sería finalmente intervenida por el gobierno de Ortiz durante el escrutinio, permitiendo la rápida limpieza del proceso cuando los comicios ya se habían realizado.

## Reglas electorales

### Sistema electoral
Los comicios se realizaron bajo el texto constitucional sancionado en 1853. Dicha carta magna establecía que la Cámara de Diputados de la Nación Argentina debía estar compuesta por representantes de cada uno de los distritos argentinos considerados "provincias", y la ciudad de Buenos Aires, en calidad de Capital Federal de la República. Por tal motivo, los territorios nacionales no gozaban de representación parlamentaria. Del mismo modo, los diputados se elegirían por mitades de manera escalonada cada dos años, con mandatos de cuatro años para cada diputado.
En ese momento existían catorce provincias, lo que junto a la Capital Federal daba un total de quince distritos electorales. El sistema electoral empleado era el de mayoría y minoría o lista incompleta, bajo el cual los dos partidos más votados obtenían toda la representación. También el sistema adoptó el Panachage el cual dio a los electores la posibilidad de tachar o adicionar candidatos en las listas. En algunas provincias, con tan solo dos diputados de representación, el escrutinio era en la práctica mayoritario, con las dos bancas correspondiendo al partido más votado. Estos distritos, así como los que contaban con solo tres escaños (dos por mayoría y uno por minoría) no renovaban de manera escalonada.

### Renovación legislativa
| Provincia           | Bancas totales | Bancas a elegir | Bancas a elegir | Bancas a elegir |
| Provincia           | Bancas totales | Totales         | Mayoría         | Minoría         |
| ------------------- | -------------- | --------------- | --------------- | --------------- |
| Buenos Aires        | 42             | 22              | 15              | 7               |
| Capital Federal     | 32             | 17              | 12              | 5               |
| Catamarca           | 2              | —               | —               | —               |
| Córdoba             | 15             | 9               | 6               | 3               |
| Corrientes          | 7              | 4               | 3               | 1               |
| Entre Ríos          | 9              | 6               | 4               | 2               |
| Jujuy               | 2              | —               | —               | —               |
| La Rioja            | 2              | —               | —               | —               |
| Mendoza             | 6              | 3               | 2               | 1               |
| Salta               | 3              | —               | —               | —               |
| San Juan            | 3              | —               | —               | —               |
| San Luis            | 3              | 3               | 2               | 1               |
| Santa Fe            | 19             | 11              | 8               | 3               |
| Santiago del Estero | 6              | 3               | 2               | 1               |
| Tucumán             | 7              | 4               | 3               | 1               |
| Total               | 158            | 82              | 57              | 25              |

## Resultados
| Partido/Alianza                    | Partido/Alianza                                    | Partido/Alianza                                    | Votos     | %     | Bancas      | Bancas      | Bancas      | Bancas      |
| Partido/Alianza                    | Partido/Alianza                                    | Partido/Alianza                                    | Votos     | %     | Obtenidas   | +/-         | Totales     | +/-         |
| ---------------------------------- | -------------------------------------------------- | -------------------------------------------------- | --------- | ----- | ----------- | ----------- | ----------- | ----------- |
|                                    | Unión Cívica Radical (UCR)                         | Unión Cívica Radical (UCR)                         | 876.057   | 47,59 | 52/82       | 25          | 78/158      | 13          |
|                                    |                                                    | Partido Demócrata Nacional (PDN)                   | 453.476   | 24,63 | 17/82       | 18          | 49/158      | 10          |
|                                    | Unión Cívica Radical de Santa Fe (UCR-SF)          | 121.838                                            | 6,62      | 3/82  | 3           | 8/158       | 1           |             |
|                                    | Concordancia                                       | 67.877                                             | 3,69      | —     | Sin cambios | —           | 1           |             |
|                                    | Concentración Cívica (CC)                          | 38.151                                             | 2,07      | 2/82  | 1           | 6/158       | 1           |             |
|                                    | Unión Cívica Radical Antipersonalista (UCR-A)      | 32.708                                             | 1,78      | 3/82  | 5           | 11/158      | 2           |             |
|                                    | Partido Socialista Independiente (PSI)             | 4.203                                              | 0,23      | —     | Sin cambios | —           | Sin cambios |             |
|                                    | Unión Cívica Radical Unificada (UCR-U)             | 3.769                                              | 0,20      | —     | Sin cambios | —           | Sin cambios |             |
|                                    | Unión Cívica Radical Provincia de Buenos Aires     | 2.063                                              | 0,11      | —     | Sin cambios | —           | Sin cambios |             |
| Total Concordancia                 | Total Concordancia                                 | Total Concordancia                                 | 724.085   | 39,33 | 25/82       | 27          | 74/158      | 9           |
|                                    | Partido Socialista (PS)                            | Partido Socialista (PS)                            | 155.178   | 8,43  | 5/82        | 5           | 5/158       | Sin cambios |
|                                    | Concentración Obrera (CO)                          | Concentración Obrera (CO)                          | 30.312    | 1,65  | —           | Sin cambios | —           | Sin cambios |
|                                    | Unión Cívica Radical - Frente Popular (UCR-FP)     | Unión Cívica Radical - Frente Popular (UCR-FP)     | 23.888    | 1,30  | —           | 2           | 1/158       | 4           |
|                                    | Partido Radical de Mendoza                         | Partido Radical de Mendoza                         | 8.811     | 0,48  | —           | Sin cambios | —           | Sin cambios |
|                                    | Agrupación Defensores de los Servidores del Estado | Agrupación Defensores de los Servidores del Estado | 5.884     | 0,32  | —           | Sin cambios | —           | Sin cambios |
|                                    | Partido Radical de la Capital                      | Partido Radical de la Capital                      | 5.278     | 0,29  | —           | Sin cambios | —           | Sin cambios |
|                                    | Partido Socialista Obrero (PSO)                    | Partido Socialista Obrero (PSO)                    | 4.647     | 0,25  | —           | Sin cambios | —           | Sin cambios |
|                                    | Partido Conservador de la Capital                  | Partido Conservador de la Capital                  | 3.253     | 0,18  | —           | Sin cambios | —           | Sin cambios |
|                                    | Partido Agrario                                    | Partido Agrario                                    | 1.471     | 0,08  | —           | Sin cambios | —           | Sin cambios |
|                                    | Otros                                              | Otros                                              | 2.089     | 0,11  | —           | Sin cambios | —           | Sin cambios |
|                                    |                                                    |                                                    |           |       |             |             |             |             |
| Votos positivos                    | Votos positivos                                    | Votos positivos                                    | 1.840.953 | 96,12 |             |             |             |             |
| Votos en blanco                    | Votos en blanco                                    | Votos en blanco                                    | 63.531    | 3,32  |             |             |             |             |
| Votos anulados                     | Votos anulados                                     | Votos anulados                                     | 330       | 0,02  |             |             |             |             |
| Diferencia de votos                | Diferencia de votos                                | Diferencia de votos                                | 10.496    | 0,55  |             |             |             |             |
| Total de votos                     | Total de votos                                     | Total de votos                                     | 1.915.310 | 100   |             |             |             |             |
| Votantes registrados/participación | Votantes registrados/participación                 | Votantes registrados/participación                 | 2.721.806 | 70,37 |             |             |             |             |

## Resultados por distrito
|  | 54,62 % |

|  | 41,91 % |

|  | 3,06 % |

|  | 0,41 % |

|  | 0,00 % |

|  | 98,67 % |

|  | 1,22 % |

|  | 0,00 % |

|  | 0,11 % |

|  | 100 % |

|  | 60,58 % |

|  | 40,63 % |

|  | 29,51 % |

|  | 16,81 % |

|  | 7,51 % |

|  | 1,46 % |

|  | 1,31 % |

|  | 1,04 % |

|  | 0,93 % |

|  | 0,81 % |

|  | 97,93 % |

|  | 2,07 % |

|  | 100 % |

|  | 80,93 % |

|  | 54,83 % |

|  | 43,23 % |

|  | 1,94 % |

|  | 97,60 % |

|  | 2,31 % |

|  | 0,09 % |

|  | 100 % |

|  | 67,25 % |

|  | 50,62 % |

|  | 49,36 % |

|  | 0,02 % |

|  | 95,05 % |

|  | 4,75 % |

|  | 0,07 % |

|  | 0,13 % |

|  | 100 % |

|  | 56,52 % |

|  | 57,16 % |

|  | 39,42 % |

|  | 2,10 % |

|  | 1,32 % |

|  | 93,64 % |

|  | 6,36 % |

|  | 100 % |

|  | 79,33 % |

|  | 39,74 % |

|  | 39,68 % |

|  | 12,92 % |

|  | 6,82 % |

|  | 0,82 % |

|  | 0,02 % |

|  | 91,67 % |

|  | 8,33 % |

|  | 100 % |

|  | 74,07 % |

|  | 61,03 % |

|  | 38,97 % |

|  | 98,15 % |

|  | 1,51 % |

|  | 0,04 % |

|  | 0,30 % |

|  | 100 % |

|  | 62,90 % |

|  | 51,37 % |

|  | 45,11 % |

|  | 3,42 % |

|  | 0,10 % |

|  | 93,22 % |

|  | 6,60 % |

|  | 0,01 % |

|  | 0,18 % |

|  | 100 % |

|  | 79,53 % |

|  | 55,37 % |

|  | 42,89 % |

|  | 1,73 % |

|  | 97,54 % |

|  | 1,71 % |

|  | 0,75 % |

|  | 100 % |

|  | 63,61 % |

|  | 43,08 % |

|  | 26,55 % |

|  | 25,77 % |

|  | 3,01 % |

|  | 1,59 % |

|  | 87,50 % |

|  | 12,27 % |

|  | 0,24 % |

|  | 100 % |

|  | 79,23 % |

1. ↑  Electo para completar el mandato de Alfredo Rodríguez (1938-1942).
2. ↑  Falleció el 26 de julio de 1941. Lo reemplaza Benito E. Martínez (PDN) en 1942.
3. ↑  Renunció el 27 de noviembre de 1940. Lo reemplaza Luis María Berro (PDN) en 1942.
4. ↑  Falleció el 23 de agosto de 1940. Lo reemplaza Rómulo Bogliolo (PS) en 1942.
5. ↑  Falleció el 3 de enero de 1941. Lo reemplaza Manuel Pinto (h) (UCR) en 1942.
6. ↑  Electo para completar el mandato de Leónidas Anastasi (1938-1942).
7. ↑  Falleció el 14 de abril de 1942, no fue reemplazado.
8. 1 2 3 4 5 6  Renunció antes de asumir.
9. ↑  Renunció el 15 de noviembre de 1942 para asumir como gobernador de San Luis, no fue reemplazado.
10. ↑  Electo para completar el mandato de Plácido C. Lazo (1938-1942).
11. ↑  Renunció el 22 de noviembre de 1941. Lo reemplaza Pío Pandolfo (UCR-SF) en 1942.
12. ↑  Excluido el 29 de agosto de 1940 bajo acusaciones de corrupción.[21] Lo reemplaza Jaime E. Soler (UCR-SF) en 1942.